# Place Colbert
La place Colbert est une place du quartier des pentes de la Croix-Rousse dans le 1er arrondissement de Lyon, en France.

## Situation et accès
Elle est connue pour être un accès à la traboule de la cour des Voraces. Elle forme un rectangle ombragé de platanes avec quelques bancs et une borne-fontaine Bayard qui distribue de l'eau potable.
De la rue Diderot à la rue Mottet-de-Gérando, la circulation est dans les deux sens avec un stationnement d'un seul côté de la rue Diderot jusqu'aux escaliers de la rue Général-de-Sève. Un stationnement pour les deux-roues se trouve à l'angle de la rue Lemot. La ligne   passe par cette voie avec deux arrêts de bus.
De la rue Diderot à la montée Saint-Sébastien, la circulation est à sens unique et à double-sens cyclable avec un stationnement des deux côtés pour les véhicules et un stationnement cyclable disponible. Un escalier descend de la place jusqu'à la montée Saint-Sébastien presque en face de la rue Bodin.

## Origine du nom
Jean-Baptiste Colbert (1619-1683) étudie dans le quartier du Change de Lyon en 1634 chez les banquiers Mascrani. Devenu contrôleur général des finances, il favorise le développement des soies de Lyon.

## Histoire
La place est ouverte dans le Clos Casati. C'est une délibération du conseil municipal du 18 juin 1829 qui lui donne son nom.
En 2018, la place fut partiellement rénovée et plusieurs platanes malades y furent coupés.